# Bohdan Bejze

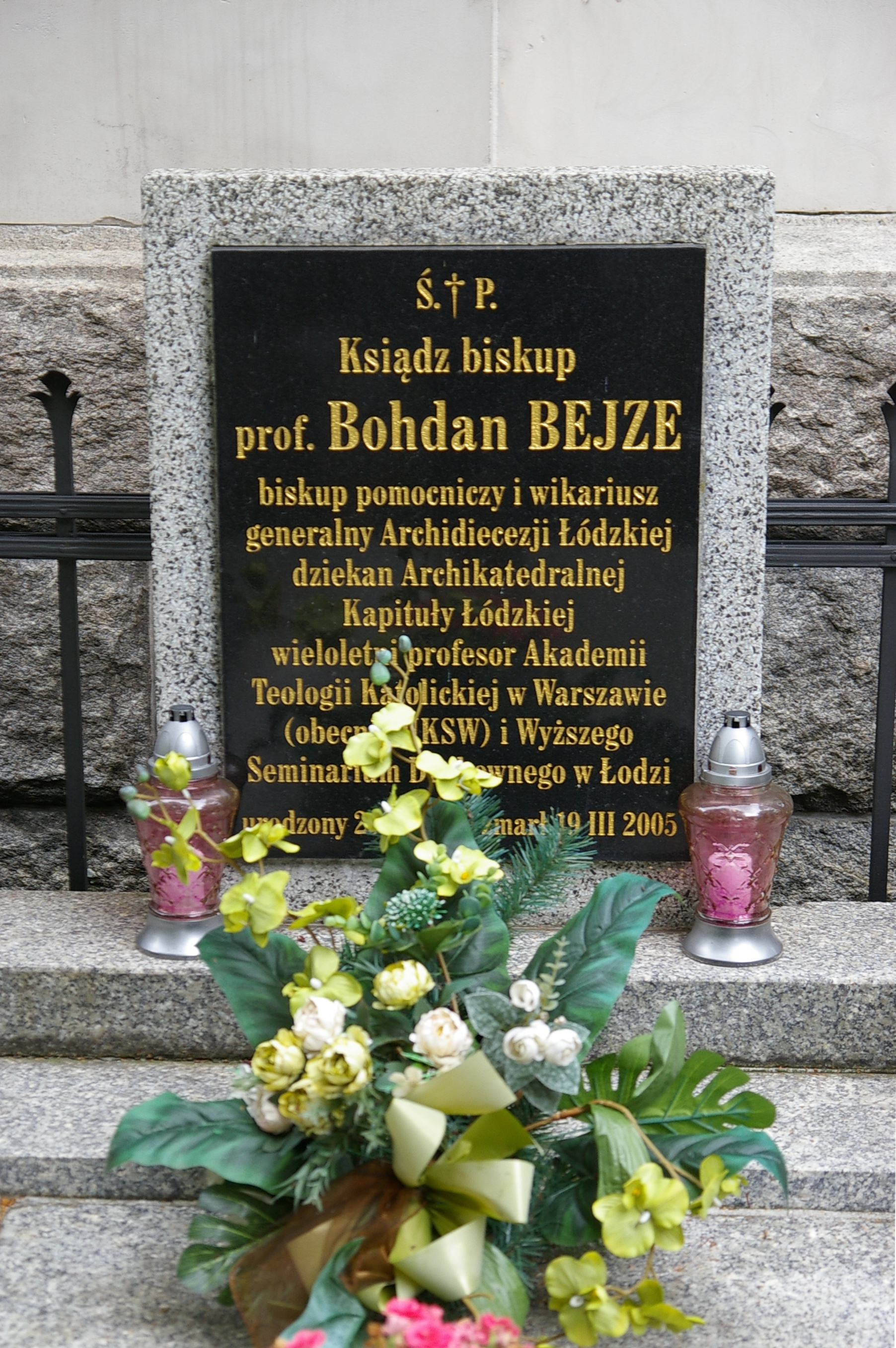
Grabstein von Bohdan Bejze (August 2020)

Bohdan Bejze (* 28. Februar 1929 in Pabianice; † 19. März 2005 in Łódź) war ein polnischer römisch-katholischer Geistlicher, Professor für Philosophie und Weihbischof in Łódź.

## Leben
Bejze empfing am 14. Juni 1953 durch Michał Klepacz das Sakrament der Priesterweihe für das Bistum Łódź.
1963 wurde er zum Weihbischof in Łódź und Titularbischof von Idassa ernannt. Die Bischofsweihe empfing er am 1. September 1963 durch den Erzbischof von Gniezno, Stefan Kardinal Wyszyński; Mitkonsekratoren waren Michał Klepacz, Bischof von Łódź, und Jan-Wawrzyniec Kulik, Weihbischof in Łódź.
Er nahm an der dritten und vierten Sitzungsperiode des Zweiten Vatikanischen Konzils teil.
Bejze verstarb am 19. März 2005 im Alter von 76 Jahren.